# Abraham Rubín
Abraham Rubín Álvarez, nacido en Orense en 1978, es un filósofo y músico gallego.

## Trayectoria
Profesor de Filosofía de la Universidade de Vigo. Doctor en Filosofía por la UNED. Miembro del colectivo gallego de pensamiento contemporáneo Proxecto Derriba.
Como músico formó parte de los grupos gallegos Lamatumbá y O sonoro maxín.

## Obra

### En castellano
- Vivir el acontecimiento. Aproximaciones desde el pensamiento contemporáneo. Santiago de Compostela, Universidad de Santiago de Compostela, Servicio de Publicaciones e Intercambio Científico, 2016
- El transcurso del acontecimiento. Un enfoque diferencial. Lima, Universidad Nacional Agraria de la Selva, 2014

### En gallego
- Pensamento, sociedade e cultura. A relevancia da filosofía na educación (con Brais González Arribas). Vigo, Universidade de Vigo, Servizo de Publicacións, 2024
- Corpo—circuítos. Máquinas de subxectivación. Vigo, Euseino? Editores, 2016
- Acontecemento e desexo.Unha introdución ao pensamento de Gilles Deleuze, Estaleiro editora, 2016
- Entre posmodernidade e utopía.Unha introdución ao pensamento de Fredric Jameson, Estaleiro editora, 2011
- Da revolta italiana á potencia da multitude.Unha introdución ao pensamento de Toni Negri, Estaleiro editora, 2010

## Discografía
- O sonoro maxín, A primavera ten que ser nosa. Rock CD, 2024
- O sonoro maxín, Sete Dezasete, Inquedanzas sonoras, 2017
- O sonoro maxín, A onda sonora (chega do interior), Inquedanzas sonoras, 2012
- Le Glamour Grotesque, Dangerous club, A Regueifa Plataforma, 2006
- Lamatumbá, Lume (para que saia o sol), Falcatruada, 2005
- Lamatumbá, Ao vivo, Autoeditado, 2003